# 沈鯉
沈鯉（1531年—1615年），字仲化，號龍江，河南開封府歸德州（今商丘）人。明朝政治人物。嘉靖乙丑進士，屬東林黨，官至禮部尚書、文淵閣大學士。諡文端。

## 生平
嘉靖二十八年（1549年）己酉科河南鄉試第四十三名舉人，嘉靖四十四年（1565年）考中乙丑科進士，改庶吉士，進編修，升侍講學士、吏部右侍郎、左侍郎，期間屏絕私交，好推轂賢士，卻不會告知他們。時權相張居正約沈鯉於家宅同寫奏摺，沈鯉卻以「國政絕於私門，非體也！」加以推辭。萬曆十二年（1584年）冬拜禮部尚書，這離他任六部官才不過兩年，然因他素負物望，因而時論也不認為他升官太驟。沈鯉鯁亮剛介，在典制學政事上多有建白，京師久旱，鯉備陳恤民實政以崇儉戒奢為本，且請減織造。不久京師地震，又請謹天若戒，恤民窮。畿輔大侵，請上下交修，詞甚切。帝以四方災，敕廷臣修省，鯉因請大損供億營建，振救小民，以上明神宗無一不嘉納他的意見。然而由於沈鯉為官大公無私，秉正不撓，因而得罪了不少權貴，權貴們多次向神宗離間，帝漸不能無疑，累加詰責，且奪其俸，沈鯉漸有去志，首輔申時行請旨於萬曆十六年（1588年）將其放歸。
萬曆二十二年（1594年）四月起復南京禮部尚書、太子少保，同年十月屢疏辭疾，准在籍調理。
萬曆二十九年（1601年）九月以禮部尚書兼東閣大學士與朱賡同入閣參與機務，萬曆三十年（1602年）七月行取入京，又以大學士同知經筵日講、提調、纂修玉牒及東宮講筵侍班。由於他為官鯁亮，譽滿朝野，為首輔沈一貫妒。萬曆三十一年（1603年），由於支持禮部尚書郭正域查明偽楚王案的主張，引來沈一貫恨意。
萬曆三十四年（1606年）七月與首輔沈一貫同被罷歸。萬曆四十三年（1615年）六月卒，年八十五。萬曆四十六年（1618年）九月贈太保，萬曆四十七年（1619年）六月賜祭葬。

## 家族
其先吳之崑山人，五世祖沈福二隸尺籍開封府，徙歸德，遂為歸德人。曾祖沈忠，旌表孝子，贈禮部主事。祖父沈瀚，嘉靖進士，建寧府知府，累贈禮部尚書兼學士。父沈杜，號栢溪，奉祀生員，封檢討，累贈禮部尚書兼學士。母宋氏，累贈夫人，生沈鯉、沈鱗，側室馬氏生沈鮥、沈魯。
從兄沈光（庠生）、沈煊、沈燦（庠生）、沈照（知縣）、沈烈（貢士）。從弟沈點、沈黯，俱庠生。

## 軼事
《萬曆野獲編》記沈鯉補官入都，住於凶宅之事。又記載沈鯉懼內，子嗣艱難，夫人六十幾還調藥治經期，以望誕子。生一女善妒，沈鯉臨終相見繼子一面而不可得。死後家業為群從親戚所分殆盡。

## 延伸阅读
[在维基数据编辑]
 《明史卷二百一十七》，出自《明史》